# Ernest Grunwald
Ernest Max Grunwald (* 2. November 1923 in Wuppertal; † 28. März 2002) war ein US-amerikanischer Chemiker, der auf dem Gebiet der physikalisch-organischen Chemie arbeitete.

## Leben
Ernest Grunwald wuchs in einer jüdischen bürgerlichen Familie in Wuppertal auf. Nach den Novemberpogromen 1938 und einer kurzzeitigen Inhaftierung seines Vaters verließ die Familie Deutschland und emigrierte in die USA, wo sie sich 1939 in Los Angeles niederließ. Grunwald studierte nach seinem Schulabschluss an der University of California  (UCLA) in Los Angeles. 1944 machte er den Bachelor-Abschluss sowohl in Chemie als auch in Physik. Anschließend arbeitete er in der Forschungsgruppe von Saul Winstein an der UCLA über  die Solvolyse. 1947 wurde er bei Winstein mit der Schrift Solvolytic Substitution in the Presence of Neighboring Groups promoviert. In der Zusammenarbeit mit Winstein entstanden mehrere Veröffentlichungen. Nach einer kurzzeitigen Anstellung als Instructor bei der UCLA ging er in die Industrie zur Portland Cement Company. Nach einem einjährigen Studienaufenthalt an der Columbia University wechselte er 1949 an das Chemistry Department der Florida State University, wo er bis 1961 blieb. Von 1961 bis 1964 war er bei den Bell Laboratories tätig, bevor er an die Brandeis University in Waltham, Massachusetts ging, wo er einen Lehrstuhl für Chemie erhielt und bis zu seiner Emeritierung 1989 tätig war.
Grunwald gilt in der Nachfolge von Louis Hammett, der 1940 den Begriff Physikalische Organische Chemie prägte, als wichtiger Vertreter der Forschung an der Schnittstelle von physikalischer und organischer Chemie. Sein besonderes Interesse galt der Analyse des Einflusses von Lösungsmitteln auf organische chemische Reaktionen (Solvolyse). Seine Arbeiten zeichnen sich durch theoretische Strenge und experimentellen Einfallsreichtum aus. Neben seinen Veröffentlichungen in wissenschaftlichen Fachzeitschriften war er Autor bzw. Koautor mehrerer Monographien.
Von 1958 bis 1961 war Grunwald Sloan Research Fellow. 1959 erhielt er den American Chemical Society Award in Pure Chemistry. 1967 wurde er zum Mitglied der American Academy of Arts and Sciences und 1971 der National Academy of Sciences gewählt.

## Schriften (Auswahl)
- John E. Leffler, Ernest Grunwald: Rates and Equilibria of Organic Reactions. John Wiley, New York 1963, ISBN 0-486-66068-0.
- Ernest Grunwald: Thermodynamics of Molecular Species. John Wiley, New York 1997, ISBN 978-0-471-01254-2, S. 323.
- E. Grunwald, S. Winstein: The correlation of solvolysis rates. In: Journal of the American Chemical Society. Band 70, Nr. 2, 1948, S. 846–854, doi:10.1021/ja01182a117.
- S. Winstein, E. Grunwald, H. W. Jones: The correlation of solvolysis rates and the classification of solvolysis reactions into mechanistic categories. In: Journal of the American Chemical Society. Band 73, Nr. 6, 1951, S. 2700–2707, doi:10.1021/ja01150a078.
- E. Grunwald, C. Steel: Solvent reorganization and thermodynamic enthalpy–entropy compensation. In: Journal of the American Chemical Society. Band 117, Nr. 21, 1995, S. 5687–5692, doi:10.1021/ja00126a009.